# Anomalophis bolcensis
L'anomalofide (Anomalophis bolcensis) è un serpente estinto, di incerta collocazione sistematica. Visse nell'Eocene medio (circa 50 milioni di anni fa) e i suoi resti fossili sono stati ritrovati in Italia, nel famoso giacimento di Bolca.

## Descrizione
Questo serpente doveva essere di grandi dimensioni (7-8 metri), benché non se ne conoscano esemplari completi. Era probabilmente un serpente acquatico, dotato di alcune caratteristiche che lo differenziavano da altri serpenti acquatici dello stesso periodo. In particolare, Anomalophis era sprovvisto di processi costali delle costole, una caratteristica che lo distingue da tutti i serpenti attuali e dalla maggior parte di quelli fossili, tranne i paleofidi. Tuttavia, a differenza di questi ultimi, Anomalophis era sprovvisto di pterapofisi sviluppate sulla parte posteriore dell’arco neurale delle vertebre.

## Classificazione
I fossili di questo animale vennero ritrovati nel giacimento di Bolca (provincia di Verona) e descritti per la prima volta da Massalongo nel 1859 che li attribuì al genere Archaeophis (presente nel giacimento con un'altra specie di dimensioni minori, A. proavus). Un secolo dopo, Auffenberg ascrisse i resti a un nuovo genere di serpenti, Anomalophis, e istituì per esso la famiglia Anomalopheidae. Attualmente Anomalophis è considerato un enigma, ed è possibile che faccia parte di uno stock basale di cenofidi (Caenophidia) che comprendeva anche i paleofidi, Archaeophis e Russellophis.

## Paleoecologia
Quasi certamente Anomalophis era un grosso predatore marino che si cibava di pesci e altri animali in zone di acque basse e tropicali.